# 和田丈嗣
和田 丈嗣（わだ じょうじ- ）は、日本のアニメーションプロデューサー、実業家。株式会社ウィットスタジオ・株式会社プロダクション・アイジー代表取締役社長。

## 来歴
慶應義塾大学法学部法律学科を卒業後、2001年にシスコシステムズに入社。2005年にProduction I.G（現・IGポート）に入社。企画室プロデューサーとして、『戦国BASARA』、『ギルティクラウン』、『PSYCHO-PASS サイコパス』等の作品を手掛ける。2012年にIGポートの子会社として、中武哲也、浅野恭司らと共にウィットスタジオを設立、代表取締役社長に就任。『進撃の巨人』、『鬼灯の冷徹』等の作品を手掛ける。
2020年にProduction I.G取締役副社長、2022年に同社代表取締役社長に就任。

## 略歴
- 2001年
  - 3月 - 慶應義塾大学法学部法律学科卒業[1]。
  - 4月 - シスコシステムズ株式会社（現・シスコシステムズ合同会社）入社[3]。
- 2005年8月 - 株式会社プロダクション・アイジー（現・株式会社IGポート）入社[3]。
- 2007年11月 - 株式会社プロダクション・アイジー設立、移籍。
- 2012年6月 - 株式会社ウィットスタジオ設立、代表取締役社長に就任[4]。
- 2014年8月 - 株式会社IGポート取締役に就任[3]。
- 2020年6月 - 株式会社プロダクション・アイジー取締役副社長に就任[5]。
- 2022年8月 - 株式会社プロダクション・アイジー代表取締役社長に就任[2]。

## 現職
- 株式会社ウィットスタジオ代表取締役社長[6][7]
- 株式会社プロダクション・アイジー代表取締役社長[2]

## 参加作品

### テレビアニメ
2006年
- シュヴァリエ 〜Le Chevalier D'Eon〜（アシスタントプロデューサー）
- 攻殻機動隊 STAND ALONE COMPLEX Solid State Society（宣伝）

2007年
- ワンダバキッス（プロデューサー）
- 神霊狩/GHOST HOUND（アシスタントプロデューサー）

2008年
- RD 潜脳調査室（プロデューサー）

2009年
- 獣の奏者 エリン（アニメーションプロデューサー）
- 戦国BASARA（プロデューサー）
- 君に届け（プロデューサー）

2010年
- 戦国BASARA弐（プロデューサー）

2011年
- 君に届け 2ND SEASON（プロデューサー）
- ギルティクラウン（プロデューサー）

2012年
- PSYCHO-PASS サイコパス（プロデューサー）
- ROBOTICS;NOTES（プロデューサー）

2013年
- 進撃の巨人（プロデューサー）

2014年
- 鬼灯の冷徹（プロデューサー）
- PSYCHO-PASS サイコパス 2（プロデューサー）

2015年
- ローリング☆ガールズ（企画、プロデューサー）
- 攻殻機動隊 ARISE ALTERNATIVE ARCHITECTURE（製作委員会）
- 終わりのセラフ（企画、プロデューサー）

2016年
- 甲鉄城のカバネリ（製作、チーフプロデューサー）

2017年
- 進撃の巨人 Season 2（プロデューサー）
- 魔法使いの嫁（企画、プロデューサー）

2018年
- 恋は雨上がりのように（制作統括）
- 進撃の巨人 Season 3（プロデューサー）

2019年
- けだまのゴンじろー（アソシエイトプロデューサー）
- ヴィンランド・サガ（企画）

2020年
- GREAT PRETENDER（製作）

2022年
- SPY×FAMILY（『SPY×FAMILY』製作委員会メンバー）

### 劇場アニメ
2011年
- 劇場版 戦国BASARA -The Last Party-（プロデューサー）

2013年
- ハル（プロデューサー）
- 攻殻機動隊 ARISE border:1 Ghost Pain（製作委員会）
- 攻殻機動隊 ARISE border:2 Ghost Whispers（製作委員会）

2014年
- 攻殻機動隊 ARISE border:3 Ghost Tears（製作委員会）
- 攻殻機動隊 ARISE border:4 Ghost Stands Alone（製作委員会）
- 劇場版 進撃の巨人 前編〜紅蓮の弓矢〜（プロデューサー）

2015年
- 屍者の帝国（プロデューサー）
- 劇場版 進撃の巨人 後編〜自由の翼〜（プロデューサー）

2016年
- 甲鉄城のカバネリ 総集編 {前編} 集う光／{後編} 燃える命（製作、チーフプロデューサー）

2017年
- 曇天に笑う〈外伝〉 〜決別、犲の誓い〜（制作管理）

2018年
- 劇場版 進撃の巨人 Season 2〜覚醒の咆哮〜（プロデューサー）
- 曇天に笑う〈外伝〉 〜宿命、双頭の風魔〜（制作管理）
- 劇場版ポケットモンスター みんなの物語（アニメーションプロデューサー）
- 曇天に笑う〈外伝〉 〜桜華、天望の架橋〜（制作管理）

2019年
- 甲鉄城のカバネリ 海門決戦（製作）

2022年
- バブル（製作）

### OVA
2010年
- ひよ恋（プロデューサー）

2016年
- 魔法使いの嫁 星待つひと（企画）

### Webアニメ
- グリム組曲（プロデューサー）[8]

### 実写映画
2018年
- 四月の永い夢（チーフプロデューサー）

2019年
- わたしは光をにぎっている（チーフプロデューサー）

2020年
- 静かな雨（チーフプロデューサー）
- 東京バタフライ（チーフプロデューサー）

2022年
- やがて海へと届く（エグゼクティブプロデューサー）

### ミュージックビデオ
2020年
- 打首獄門同好会『サクガサク』（プロデューサー）